# (34454) 2000 SB86
2000 SB86 (asteroide 34454) é um asteroide da cintura principal. Possui uma excentricidade de 0.16380410 e uma inclinação de 7.56606º.
Este asteroide foi descoberto no dia 24 de setembro de 2000 por LINEAR em Socorro.